# Zamia polymorpha
Zamia polymorpha — вид голонасінних рослин класу Саговникоподібні (Cycadopsida).
Етимологія: видовий епітет вказує на те, що цей вид проявляє крайню мінливість  морфології листків і листових фрагментів.

## Опис
Стовбур підземний, майже кулястий, до 10 см діаметром. Катафіли яйцеподібні, довжиною 3–4 см, шириною 1,5–2,5 см. Листків 2–3 (1–4), вони довжиною 0,5–1,5 м; черешок довжиною 15–50 см, від рідко до густо вкритих колючками; хребет з 3–12 парами листових фрагментів. Листові фрагменти від ланцетних до оберненоланцетовидих, клиновиді біля основи, від гострих до загострених на верхівці, поля пилчасті у верхніх двох третинах, серединні довжиною 20–30 см, шириною 2–8 см. Пилкові шишки жовтувато-коричневі, від циліндричних до яйцювато-циліндричних, довжиною 6–10 см, 2–4 см діаметром.; плодоніжка довжиною 2–4 см. Насіннєві шишки жовтувато-коричневі, від циліндричних до яйцювато-циліндричних, довжиною 10–15 см, 5–7 см діаметром. Насіння від світло-червоного до червоного, 1,5–2 см, 0,5–0,8 см діаметром. 2n = 17, 22, 23, 24, 25, 26, 27, 28.

## Поширення, екологія
Зустрічається на півострові Юкатан в Мексиці і вздовж східного узбережжя Белізу, на захід до 500 м на східному схилі гори майя та до подальшого розширення діапазону в провінції Петен Гватемали. Цей вид зустрічається в цілому на плоскій або злегка горбистій місцевості, на повному сонці або в тіні. Рослинність у всьому діапазоні варіюється від субтропічного вологого лісу, листяного тропічного лісу, шипастого лісу і їх етапів. Ґрунти є невеликої товщини суглинок над вапняком.

## Загрози й охорона
Існує помірне руйнування довкілля в межах виду, але ґрунти, як правило, бідні й не придатних для сільського господарства. Цей вид вважається одним з найбільш охоронюваних цикад в Мексиці. Популяції є в англ. Los Petenes Biosphere Reserve, Río Celestún Biosphere Reserve, Arrecifes de Sian Ka'an Biosphere Reserve, Arrecife Alacranes National Park, Río Lagartos Biosphere Reserve.